# Анновка (Рязанская область)
Анновка — населённый пункт, входящий в состав Молвинослободского сельского поселения Кораблинского района Рязанской области.
Находится в 8 километрах севернее районного центра города Кораблино.

## История
Деревня Анновка возникла в первой половине XIX века. Селением владел генерал-майор А. П. Муратов. 
Деревня названа по имени его жены – Анны Алексеевны. 
В середине XIX века Анновка входила в приход Петропавловской церкви села Юраково. На 1859 год деревня состояла из 23 дворов.
По данным карты Менде за 1850 год можно понять, что раньше деревня находилась южнее, у Муратовского леса. Тогда в ней было 14 дворов. Сейчас эту местность можно назвать урочищем.

## Население
| 1859 | 1906 | 2010 |
| ---- | ---- | ---- |
| 226  | ↗509 | ↘47  |